# Крістофер Вайлі
Крістофер Вайлі (англ. Christopher Wylie; нар. 19 червня 1989) — колишній співробітник «Cambridge Analytica», інформатор у скандалі щодо витоку даних Facebook і використання їх Cambridge Analytica.

## Біографія
Крістофер народився у сім'ї лікарів Кевіна Вайлі та Джоан Каррухерс у місті Вікторія (Британська Колумбія) в Канаді. У дитинстві в нього були діагностовані дислексія та синдром порушення активності та уваги. Після школи працював помічником канадського опозиціонера Майкла Ігнатьєва. Згодом вивчав право в Лондонській школі економіки.
У 2013 році Крістофер Вайлі почав працювати у компанії «Cambridge Analytica». Він брав участь у розробці системи аналізу даних, яка була використана Cambridge Analytica для впливу на вузькі групи виборців під час президентських виборів у США 2016 та піар-кампанії Brexit. Цього ж 2016 року, Вайлі звільнився з компанії.
У березні 2018 року Крістофер Вайлі передав газеті «The Guardian» секретні документи, які свідчать про витік даних 87 млн користувачів Facebook, які «Cambridge Analytica» використовувала у своїх кампаніях. За його словами компанія незаконно збирала інформацію про персональні дані американців. Заохотивши 270 тисяч людей заповнити свою анкету і поставити кілька додаткових галочок, британська компанія дістала особисті дані усіх їхніх друзів. Ніхто з них не давав дозволу і взагалі не знав про цю фірму.

## Ососбисте життя
За власними словами, Вайлі є геєм та веганом. Він мешкає у Лондоні.
Вайлі став британським громадянином 24 січня 2024 року.